# Hannibal Gaskin
Hannibal Gaskin (ur. 30 sierpnia 1997 w Georgetown) – gujański pływak, uczestnik igrzysk olimpijskich w Rio de Janeiro. 

## Życiorys
Brał udział w mistrzostwach Świata w pływaniu w Kazaniu (w 2015 roku) oraz w Budapeszcie (w 2017 roku). Uczestniczył także w Letnich Igrzyskach Olimpijskich Młodzieży w 2014 roku w konkurencji 50 metrów stylem motylkowym. 
Zakwalifikował się do udziału w igrzyskach olimpijskich w 2016 roku. Został chorążym reprezentacji podczas Parady Narodów po stadionie olimpijskim w Rio de Janeiro. Wziął udział w wyścigu pływackim na dystansie 100 metrów stylem motylkowym. W eliminacjach uzyskał czas 58,57 i zajął 42. miejsce, które nie dało mu awansu do kolejnego etapu rywalizacji.
Jest zawodnikiem gujańskiego klubu pływackiego „Dorado”.